# Веселец (Хмельницкая область)
Веселец (укр. Веселець) — село в Городокском районе Хмельницкой области Украины.
Население по переписи 2001 года составляло 470 человек. Почтовый индекс — 32015. Телефонный код — 3251. Занимает площадь 0,099 км². Код КОАТУУ — 6821281901.

## Местный совет
32015, Хмельницкая обл., Городокский р-н, с. Веселец